# Cserény (település)
Cserény (szlovákul: Čerín) község Szlovákiában, a Besztercebányai kerületben, a Besztercebányai járásban. Csécsény tartozik hozzá.

## Fekvése
Besztercebányától 14 km-re délkeletre fekszik.

## Története
1153-ban említik először, a zólyomi ispánság része volt. 1300-ban III. András király „Cheren” községet a harcokban tanúsított érdemeiért Kürtösi vagy Oszlári Madách-Zubratha ispán fiának, Kürtösi Pál comesnak, Madách Imre ősének adományozta. Az új tulajdonos itt rendezte be birtokainak központját: kúriát és templomot építtetett ide. Később a család megvált itteni birtokától. 1438-ban „Cheryn” néven tűnik fel. A 15. század elejétől a véglesi váruradalom része. Templomát a török veszély idején megerősítették. 1578-ban a török a falut felégette és a század végétől a töröknek fizetett adót.
A 18. század végén Vályi András így ír róla: „CSETENY. Cserén. Kis falu Zólyom Vármegyében, fekszik Felső Mitsinye mellett.”
1828-ban 32 házában 241 lakos élt. Lakói mezőgazdasággal, állatkereskedéssel foglalkoztak.
Fényes Elek 1851-ben kiadott geográfiai szótárában így ír a faluról: „Cserény, tót falu, Zólyom vármegyében, 58 kath., 183 evang. lakossal.”
A trianoni diktáumig területe Zólyom vármegye Besztercebányai járásához tartozott.

## Népessége
| Év:            | 1994. | 2004.    | 2014.   | 2024.   |
| -------------- | ----- | -------- | ------- | ------- |
| Emberek száma: | 397   | 437      | 459     | 446     |
| Eltérés:       |       | +10,07 % | +5,03 % | -2,83 % |

| Év:            | 2023. | 2024.   |
| -------------- | ----- | ------- |
| Emberek száma: | 456   | 446     |
| Eltérés:       |       | -2,19 % |

1910-ben 209, túlnyomórészt szlovák lakosa volt.
2001-ben 422 lakosából 418 szlovák volt.
2011-ben 445 lakosából 419 szlovák.

## Nevezetességei
- Szent Márton tiszteletére szentelt római katolikus temploma 14. századi gótikus stílusú, korabeli freskókkal. A templomnak kő keresztelőmedencéje és különálló harangtornya van. 1483-ban készített gótikus oltára ma a Magyar Nemzeti Galériában látható.

```
A templomot a 
17. században
 épített erődfal övezi.
```

- A községben gyógyvizű ásványvízforrás található. Vizét 1996-óta palackozzák.

## Lásd még
- Csécsény